# Agö fyr
Agö är en fyr på Agön i Bottenhavet ungefär 30 kilometer sydöst om  Hudiksvall. Den har funnits sedan 1860 och år 2010 firade man fyrens 150-årsjubileum. Den ursprungliga fyren satt på fyrvaktarbostadens tak och togs bort när ett nytt fyrtorn byggdes ihop med husets gavel 1884. Den fyren står fortfarande kvar, men är sedan 1970 släckt och ersatt av en 15 meter hög järnrörskonstruktion cirka 10 meter från den gamla fyren.